# Effectif actuel des Senators de Belleville
| No    | Nom                      | Nat. | Position       | Arrivée |
| ----- | ------------------------ | ---- | -------------- | ------- |
| +031, | Kevin Mandolese          |      | Gardien de but |         |
| +035, | Antoine Bibeau           |      | Gardien de but |         |
| +040, | Mads Sogaard             |      | Gardien de but |         |
| +050, | Logan Flodell            |      | Gardien de but |         |
| +003, | Dillon Heatherington – C |      | Défenseur      |         |
| +005, | Xavier Bernard           |      | Défenseur      |         |
| +006, | Nick Albano              |      | Défenseur      |         |
| +021, | Maxence Guenette         |      | Défenseur      |         |
| +033, | Lassi Thomson            |      | Défenseur      |         |
| +044, | Kristians Rubins         |      | Défenseur      |         |
| +048, | Jonathan Aspirot         |      | Défenseur      |         |
| +007, | Viktor Lodin             |      | Ailier gauche  |         |
| +008, | Jayce Hawryluk – A       |      | Ailier droit   |         |
| +009, | Jake Lucchini            |      | Ailier gauche  |         |
| +010, | Philippe Daoust          |      | Centre         |         |
| +011, | Kyle Betts               |      | Centre         |         |
| +012, | Cole Cassels             |      | Centre         |         |
| +013, | Egor Sokolov             |      | Ailier droit   |         |
| +014, | Rourke Chartier – A      |      | Centre         |         |
| +017, | Ridly Greig              |      | Centre         |         |
| +018, | Jarid Lukosevicius       |      | Ailier droit   |         |
| +019, | Cory Conacher            |      | Ailier droit   |         |
| +020, | Matthew Wedman           |      | Ailier gauche  |         |
| +023, | Cole Reinhardt           |      | Ailier gauche  |         |
| +034, | Roby Jarventie           |      | Ailier gauche  |         |
| +036, | Angus Crookshank         |      | Ailier gauche  |         |
| +049, | Scott Sabourin           |      | Ailier droit   |         |